# Bujdosók (album)
Bujdosók je hudební album skupiny Kárpátia. Vydáno bylo v roce 2011.

## Seznam skladeb
1. Holló
2. Legenda
3. Ha látok csillagot
4. Rozsda ette penge
5. Magyar föld
6. Ha kell
7. Menetel a század
8. A világtól elzárva
9. Hajdanán
10. Vándor
11. Falu rossza
12. A Jászságban a Kunságon